# Canton de Flers-1
Le canton de Flers-1 est une circonscription électorale française du département de l'Orne créée par le décret du 25 février 2014 et entrée en vigueur lors des premières élections départementales suivant la publication du décret.

## Histoire
Un nouveau découpage territorial de l'Orne entre en vigueur à l'occasion des élections départementales de 2015. Il est défini par le décret du 25 février 2014, en application des lois du 17 mai 2013 (loi organique 2013-402 et loi 2013-403). Les conseillers départementaux sont, à compter de ces élections, élus au scrutin majoritaire binominal mixte. Les électeurs de chaque canton élisent au conseil départemental, nouvelle appellation du conseil général, deux membres de sexe différent, qui se présentent en binôme de candidats. Les conseillers départementaux sont élus pour 6 ans au scrutin binominal majoritaire à deux tours, l'accès au second tour nécessitant 12,5 % des inscrits au 1er tour. En outre la totalité des conseillers départementaux est renouvelée. Ce nouveau mode de scrutin nécessite un redécoupage des cantons dont le nombre est divisé par deux avec arrondi à l'unité impaire supérieure si ce nombre n'est pas entier impair, assorti de conditions de seuils minimaux. Dans l'Orne, le nombre de cantons passe ainsi de 40 à 21.
Le canton de Flers-1 est formé de communes des anciens cantons de Flers-Nord (trois communes), de Flers-Sud (cinq communes), de Messei (une commune), de Tinchebray (deux communes) et de Domfront (une commune) et d'une fraction de la commune de Flers. Avec ce redécoupage administratif, le territoire du canton s'affranchit des limites d'arrondissements, avec onze communes incluses dans l'arrondissement d'Argentan et une dans celui de Alençon. Le bureau centralisateur est situé à Flers.

## Représentation
| Période élective | Période élective | Mandat | Mandat   | Identité       | Nuance | Nuance | Qualité                                                  |
| ---------------- | ---------------- | ------ | -------- | -------------- | ------ | ------ | -------------------------------------------------------- |
| 2015             | 2021             | 2015   | 2021     | Béatrice Guyot |        | DVG    | Infirmière libérale, conseillère municipale de Landisacq |
| 2015             | 2021             | 2015   | 2021     | Lori Helloco   |        | DVG    | Avocat, adjoint au maire de Flers                        |
| 2021             | 2028             | 2021   | en cours | Béatrice Guyot |        | PS     | Conseillère sortante                                     |
| 2021             | 2028             | 2021   | en cours | Lori Helloco   |        | PS     | Conseiller sortant                                       |

### Résultats détaillés

#### Élections de mars 2015
À l'issue du 1er tour des élections départementales de 2015, trois binômes sont en ballottage : Béatrice Guyot et Lori Helloco (Union de la Gauche, 33,52 %), Jean-François Brisset et Michèle Lainé (DVD, 30,6 %) et Katia Fremont et David Ruault (FN, 28,19 %). Le taux de participation est de 50,89 % (6 001 votants sur 11 793 inscrits) contre 54,04 % au niveau départemental et 50,17 % au niveau national.
Au second tour, Béatrice Guyot et Lori Helloco (Union de la Gauche) sont élus avec 38,73 % des suffrages exprimés et un taux de participation de 53,28 % (2 332 voix pour 6 283 votants et 11 793 inscrits).
Lori Helloco était suppléant de la candidate LREM aux élections législatives de 2017.

#### Élections de juin 2021
Le premier tour des élections départementales de 2021 est marqué par un très faible taux de participation (33,26 % au niveau national). Dans le canton de Flers-1, ce taux de participation est de 31,67 % (3 682 votants sur 11 625 inscrits) contre 34,53 % au niveau départemental. À l'issue de ce premier tour, deux binômes sont en ballottage : Béatrice Guyot et Lori Helloco (PS, 51,86 %) et Jean-François Brisset et Sylvie Dufour (DVD, 35,94 %).
Le second tour des élections est marqué une nouvelle fois par une abstention massive équivalente au premier tour. Les taux de participation sont de 34,36 % au niveau national, 34,27 % dans le département et 31,58 % dans le canton de Flers-1. Béatrice Guyot et Lori Helloco (PS) sont élus avec 58,59 % des suffrages exprimés (2 005 voix pour 3 672 votants et 11 626 inscrits),,.

## Composition
Le canton de Flers-1 comprend douze communes et une fraction de la commune de Flers.
| Nom                           | Code Insee | Intercommunalité               | Superficie (km2) | Population (dernière pop. légale)               | Densité (hab./km2) | Modifier                                    |
| ----------------------------- | ---------- | ------------------------------ | ---------------- | ----------------------------------------------- | ------------------ | ------------------------------------------- |
| Flers (bureau centralisateur) | 61169      | CA Flers Agglo                 | 21,15            | Fraction : 6 847 (2022) Commune : 14 308 (2022) | 677                | modifier les données · modifier les données |
| La Bazoque                    | 61030      | CA Flers Agglo                 | 2,59             | 272 (2022)                                      | 105                | modifier les données · modifier les données |
| Caligny                       | 61070      | CA Flers Agglo                 | 14,97            | 845 (2022)                                      | 56                 | modifier les données · modifier les données |
| Cerisy-Belle-Étoile           | 61078      | CA Flers Agglo                 | 13,40            | 706 (2022)                                      | 53                 | modifier les données · modifier les données |
| La Chapelle-au-Moine          | 61094      | CA Flers Agglo                 | 5,32             | 587 (2022)                                      | 110                | modifier les données · modifier les données |
| La Chapelle-Biche             | 61095      | CA Flers Agglo                 | 6,25             | 532 (2022)                                      | 85                 | modifier les données · modifier les données |
| Le Châtellier                 | 61102      | CA Flers Agglo                 | 8,18             | 402 (2022)                                      | 49                 | modifier les données · modifier les données |
| La Lande-Patry                | 61218      | CA Flers Agglo                 | 6,60             | 1 752 (2022)                                    | 265                | modifier les données · modifier les données |
| Landisacq                     | 61222      | CA Flers Agglo                 | 10,91            | 772 (2022)                                      | 71                 | modifier les données · modifier les données |
| Moncy                         | 61281      | CC Domfront Tinchebray Interco | 7,75             | 265 (2022)                                      | 34                 | modifier les données · modifier les données |
| Saint-Clair-de-Halouze        | 61376      | CA Flers Agglo                 | 11,81            | 821 (2022)                                      | 70                 | modifier les données · modifier les données |
| Saint-Paul                    | 61443      | CA Flers Agglo                 | 7,96             | 652 (2022)                                      | 82                 | modifier les données · modifier les données |
| Saint-Pierre-d'Entremont      | 61445      | CC Domfront Tinchebray Interco | 6,19             | 659 (2022)                                      | 106                | modifier les données · modifier les données |
| Canton de Flers-1             | 6113       |                                |                  | 15 112 (2022)                                   |                    | modifier les données                        |

La partie de la commune de Flers intégrée dans le canton est celle située à l'ouest d'une ligne définie par l'axe des voies et limites suivantes : depuis la limite territoriale de la commune de Saint-Georges-des-Groseillers, rue de la Planchette, rue du Moulin, rue Henri-Veniard, place du Général-de-Gaulle, rue du 6-Juin, rue de Domfront, place du Maréchal-de-Lattre-de-Tassigny, rue de Domfront, ligne de chemin de fer, jusqu'à la limite territoriale de la commune de La Selle-la-Forge.

## Démographie
En 2022, le canton comptait 15 112 habitants, en évolution de −2,99 % par rapport à 2016 (Orne : −3,21 %, France hors Mayotte : +2,11 %).
| 2013   | 2018   | 2022   |
| ------ | ------ | ------ |
| 15 485 | 15 626 | 15 112 |